# 希尔达·阿德法拉辛
希尔达·阿德法拉辛（Hilda Adefarasin，1925年11月1日—2023年2月5日），尼日利亚拉各斯人，尼日利亚女权活动家，曾任妇女社会全国理事会（NCWS）主席。她在1969年离开了护理职业，专注于NCWS的组织活动。1971年，她担任该委员会的财务主管，1987年担任主席。

## 生平
1925年，希尔达·阿德法拉辛出生于拉各斯威尔，父母为弗雷德和埃塞尔·佩特格雷夫。她的父亲在拉各斯的尼日利亚铁路公司工作；父母都是加勒比人后裔。阿德法拉辛在拉各斯CMS女子学校读书，此外还在加纳的阿奇莫塔学院上学。1945年，她成为梅西街医院的学生助产士。1948年，她前往英国接受深造，并于1951年获得注册护士资格。1960年，她成为尼日利亚受训护士专业协会的创始成员和秘书，并很快作为护士代表加入全国妇女协会理事会（NCWS）。
1971年，她担任该委员会的财务主管（任至1980年）。1984年，阿德法拉辛接替恩泽科法官（Justice Nzeako）担任NCWS主席，这继承了NCWS选择任命接受过高等教育的精英女性出任主席的精神。阿德法拉辛认为该社团是一个由具有不同专业兴趣的妇女联合体，旨在唤醒提升和确立妇女在尼日利亚国家生活和国家建设中的地位。在她的任期内，NCWS推动了扩大免疫计划（Expanded Programme on Immunization），并为患有膀胱阴道瘘的年轻女性提供手术支持。
1986年，经尼日利亚总统易卜拉欣·巴班吉达提名，希尔达·阿德法拉辛入选尼日利亚政治局。
希尔达·阿德法拉辛的丈夫是约瑟夫·阿德屯吉·阿德法拉辛法官。他们的子女有韦勒·阿德法拉辛、阿德博拉·阿德法拉辛、尹卡·奥古迪佩、米歇尔·阿德耶米·阿德法拉辛和保罗·阿德法拉辛。2015年11月1日，当地举办她90岁大寿的庆祝活动。